# Margarida Lopes de Almeida
Margarida Lopes de Almeida, auch kurz Margarida Lopes oder Margarida Fortunata de Almeida (* 7. April 1896 in Santa Teresa, Rio de Janeiro; † 1979 oder 1983 ebenda), war eine brasilianische Deklamatorin, Dichterin und Bildhauerin. Sie galt als hervorragende Deklamatorin, Begründerin einer neuen Schule der Deklamation in Brasilien und war im Land als A Moça que Apregoa Versos („Das Mädchen, das Verse predigt“) und Arquimilionária da Poesia („Erzmillionärin der Poesie“) bekannt. Sie war die Tochter der Schriftstellerin Júlia Lopes de Almeida und des Dichters Filinto de Almeida und die Schwester der Dichter Afonso und Albano Lopes de Almeida.

## Leben

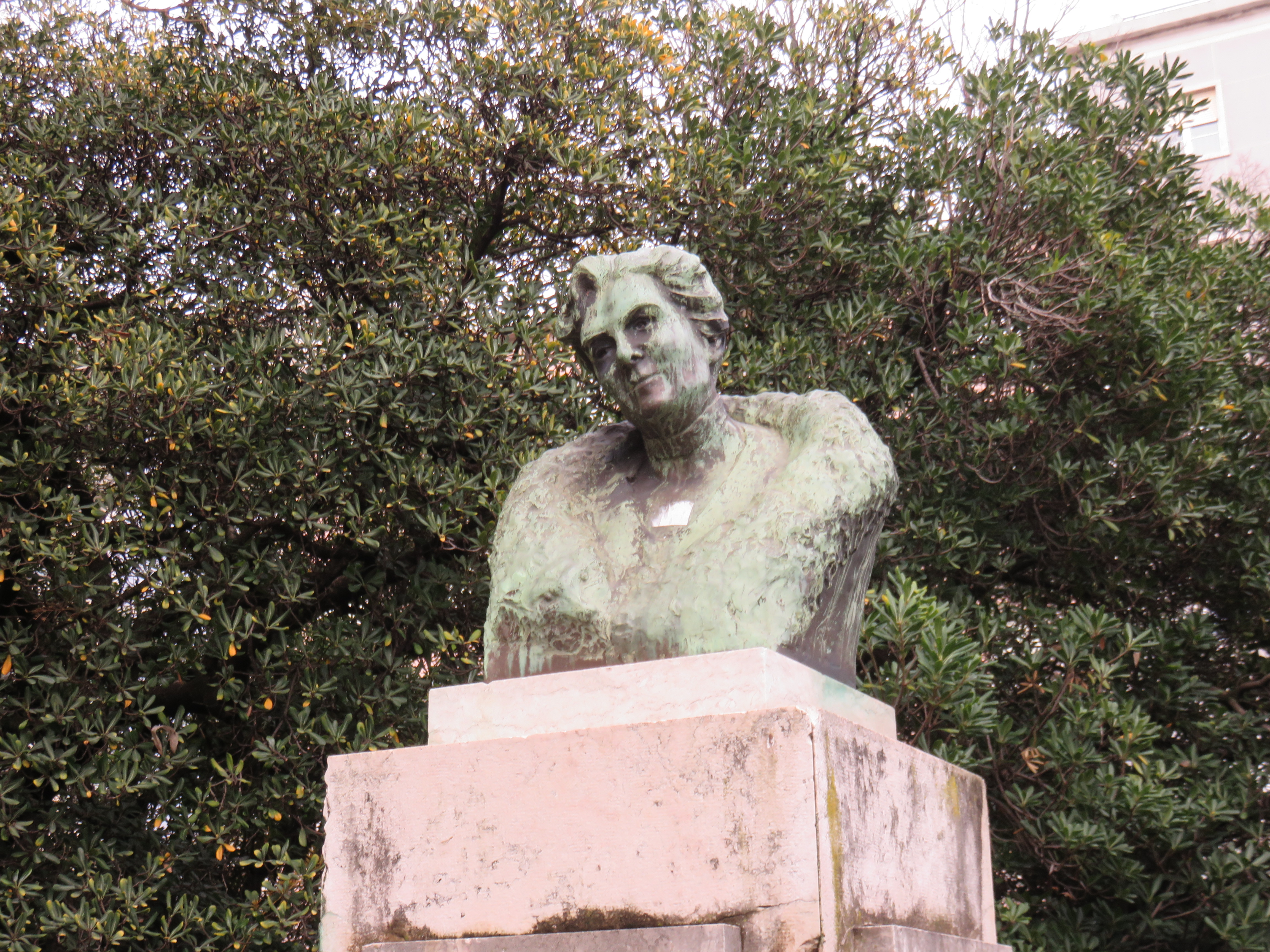
Von Lopes de Ameida gefertigte Büste ihrer Mutter Júlia Lopes de Almeida, Lissabon 1939

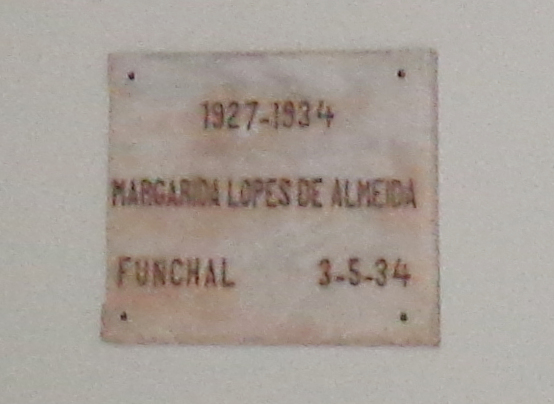
Gedenktafel am Teatro Municipal Baltazar Dias in Funchal zum Gedenken an Lopes de Almeidas Besuch im April 1934

Margarida wurde als Tochter der Schriftstellerin Júlia Lopes de Almeida und des Dichters Filinto de Almeida, den Gründern der Academia Brasileira de Letras, geboren und besuchte die Schule von Paula Macedo, ebenfalls eine Schriftstellerin. Sie wurde in eine Familie hineingeboren, die eng mit den Künsten verbunden war, und kam seit ihrer Kindheit mit der Poesie in Berührung; Autoren wie Olavo Bilac, Raimundo Correia, Alberto de Oliveira, João do Rio und Artur Azevedo waren häufige Besucher der Familie.
Bereits als Kind trat sie öffentlich auf, indem sie während einer Konferenz Gedichte vortrug oder an literarischen Soireen im Salon des Jornal do Commercio und an Veranstaltungen der Escola Nacional de Belas Artes teilnahm. Sie war die erste Künstlerin, die mit in einer reinen Deklamationsveranstaltung der Öffentlichkeit 1921 in Rio de Janeiro debütierte. Sie galt als hervorragende Deklamatorin, und als Begründerin einer neuen Schule der Deklamation in Brasilien. Ihre Deklamationen wurde auf Schallplatten veröffentlicht.
Als Bildhauerin schuf Lopes de Almeida unter anderem eine Büste ihrer Mutter, die 1939 in Bronze auf einem Steinsockel ausgeführt und von brasilianischen Frauen portugiesischen Frauen geschenkt wurde. Sie wurde am 28. März 1953 im Jardim Gomes Amorim in der Praceta da Avenida António José de Almeida in Lissabon eingeweiht. Eine gleiche Skulptur wurde im Passeio Público in Rio de Janeiro ausgestellt und die Bronzeskulptur Creoula aus dem Jahr 1940 ist Teil der Sammlung des Museu Nacional de Belas Artes.
Im Jahr 1927 hielt sie sich in Funchal auf der Insel Madeira auf, wo sie im Teatro Arriaga (heute das Teatro Municipal Baltazar Dias) auftrat. Im Dezember 1933 kam die als „angesehene brasilianische Künstlerin und Bildhauerin“ bezeichnet in Lissabon an, auf der Durchreise nach Paris. Mit Funchal hatte sie eine besondere Verbindung: Am 22. April 1934 kam sie mit dem Dampfer Madrid erneut in Funchal an und wohnte im Hotel Savoy.  Im Stadttheater gab sie zwei Rezitationsabende, bei denen sie portugiesische, brasilianische, spanische und französische Dichter vortrug, und in der Pause des zweiten Abends wurde mit einer Rede des damaligen Zivilgouverneurs von Funchal, António Caldeira Coelho, eine Gedenktafel enthüllt. Am 7. April 1946 passierte sie Funchal erneut, und wieder am 2. November 1952, von wo sie nach Lissabon zu einem Auftritt im Teatro São Luiz und zu einer Europatournee aufbrach.
Im April 1961 wurde von einem Auftritt im Teatro D. Maria II in Lissabon berichtet, als sie von einer Tournee durch die Kolonien in Angola und Mosambik zurückkehrte.
Am 19. Februar 1934 wurde sie in Portugal in den Rang eines Offiziers des Orden des heiligen Jakob vom Schwert erhoben.
Der polnisch-französische Bildhauer Paul Landowski soll die Hände von Lopes de Almeida als Modell für die Hände der Christusstatue, die am 12. Oktober 1931 in Rio de Janeiro eingeweiht wurde, verwendet haben. Lopes de Almeida hat diese Geschichte immer bestätigt, aber kurz vor ihrem Tod 1979 hat sie sie geleugnet, was Zweifel an ihrem Wahrheitsgehalt aufkommen lässt. In einer anderen Interpretation wird die Leugnung mit ihrer fortgeschrittenen Krankheit zu der Zeit erklärt.